# Syndrome d'Ehlers-Danlos type cypho-scoliotique
Pour les articles homonymes, voir Syndrome d'Ehlers-Danlos.
Le syndrome d'Ehlers-Danlos type cypho-scoliotique dit aussi oculo-cypho-scoliotique est l'une des formes des maladies du groupe hétérogène du Syndrome d'Ehler-Danlos. Aussi appelé type VI, comme les autres, il est systémique et se caractérise par une hyper mobilité des articulations, des tendons et des muscles, ainsi que des douleurs, une asthénie et une hypotonie musculaire. 
Les déformations dorsales sont très importantes, avec la présence d'une lourde cypho-scoliose et d'une (hyper)lordose prononcée.  

## Autres noms
- Syndrome d'Ehlers-Danlos type 6

## Étiologie
Mutation du gène PLOD1 (en) 153454 situé sur le chromosome 1 codant la procollagène-lysine, 2-oxoglutarate 5-dioxygenase 1

## Incidence et prévalence
L'incidence est mal connue. À dominante féminine, elle est actuellement discutée et serait estimée à moins de 1/10 000 000 naissances.

## Description
- Malformations dorsales qui apparaissent dans la petite enfance. Scoliose / cyphose / lordose ou hyperlordose seront retrouvées et combinées comme causes de déformation importante du dos. Ce serait de leur combinaison que résulte l'appellation de ce type.
- Hyperlaxité articulaire provoquant luxations, subluxations (luxations partielles) généralisées, hyperextentions, arthralgie (douleurs articulaires), myalgie (douleurs musculaires), asthénie .

- Hypotonie musculaire

## Conseil génétique

### Mode de transmission
Transmission autosomique récessive